# Правопреемство государств
Правопреемство государств — это переход прав и обязанностей одного государства другому государству или смена одного государства другим государством в несении ответственности за международные отношения какой-либо территории.

## Международно-правовые акты
Основными правовыми актами, регулирующими правопреемство государств, являются Венская конвенция о правопреемстве государств в отношении договоров 1978 г., и Венская конвенция о правопреемстве государств в отношении государственной собственности, государственных архивов и государственных долгов 1983 г. Конвенция 1978 г. вступила в силу после того, как её ратифицировали 15 государств, конвенция 1983 г. на данный момент в силу не вступила, однако её нормы рассматриваются как международно-правовой обычай.

## Концепции правопреемства
Концепция универсального правопреемства — в соответствии с ней правопреемство в международном праве похоже на правопреемство в частном праве и предполагает переход суверенитета от предшественника к преемнику в полном объёме, по всем правоотношениям. Суверенитет и приобретённые на его основании права и обязанности рассматриваются как атрибут территории государства.
Противоположная позиция предполагает полное исчезновение предшествующего государства и его суверенитета и возникновение совершенно нового субъекта международного права, не связанного обязательствами государства-предшественника, за исключением соблюдения государственных границ и договоров, их устанавливающих (принцип uti possidetis)

## Случаи правопреемства
Правопреемство происходит в случаях перехода территории одного государства другому государству, а также в случаях образования новых государств. В связи с этим различают:
- разделение — государство распалось на два (и более) государства. Старое государство исчезает, на его месте возникают новые (например, распад СССР и распад Югославии в 1991 г.)
- выделение — из государства выделилась часть, но само государство осталось (например, выход Эритреи из Федеративной Демократической Республики Эфиопии в 1993 г.)
- объединение — два и более государства становятся одним (например, объединение Народной Демократической Республики Йемен и Йеменской Арабской Республики в единое государство — Йеменскую Республику в 1990 г.)
- присоединение — одно государство присоединяется к другому (например, к ФРГ присоединилась ГДР в октябре 1990 г.).
- присоединение части — часть одного государства присоединяется к другому, оба государства остаются (например, присоединение Аляски к США в 1867 году)

Разделение и объединение не предполагают сохранение государства-предшественника.

## Нормативные источники
- Письмо МИД России от 13.01.1992 г. № 11/угп «Об осуществлении прав и выполнении обязательств, вытекающих из международных договоров, заключённых СССР»
- Постановление Правительства РФ от 23.06.2000 г. № 478 «Об урегулировании задолженности бывшего СССР перед иностранными коммерческими банками и финансовыми институтами, объединёнными в Лондонский клуб кредиторов» (недоступная ссылка)
- Венская конвенция о правопреемстве государств в отношении договоров от 23.08.1978 г. Архивная копия от 4 марта 2016 на Wayback Machine
- Венская конвенция о правопреемстве государств в отношении государственной собственности, государственных архивов и государственных долгов от 08.04.1983 г. Архивная копия от 4 марта 2016 на Wayback Machine